# Голубок білогорлий
Голубок білогорлий (Zentrygon frenata) — вид голубоподібних птахів родини голубових (Columbidae). Мешкає в Андах.

## Опис

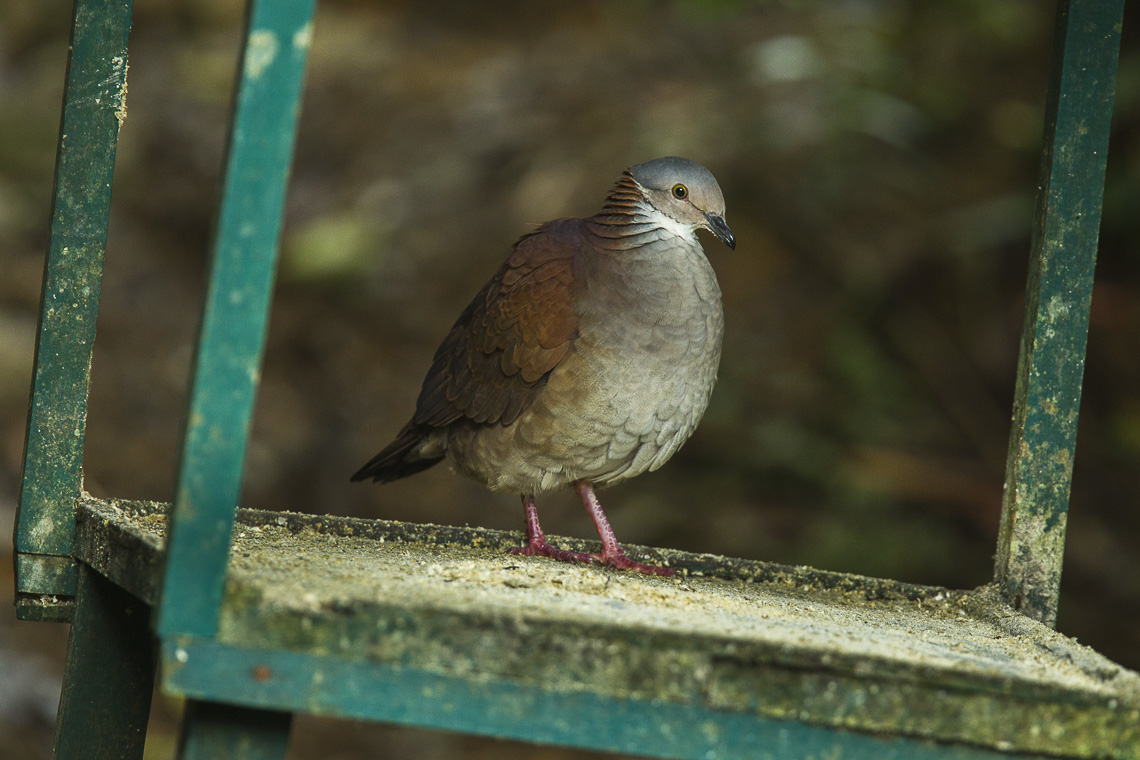
Білогорлий голубок

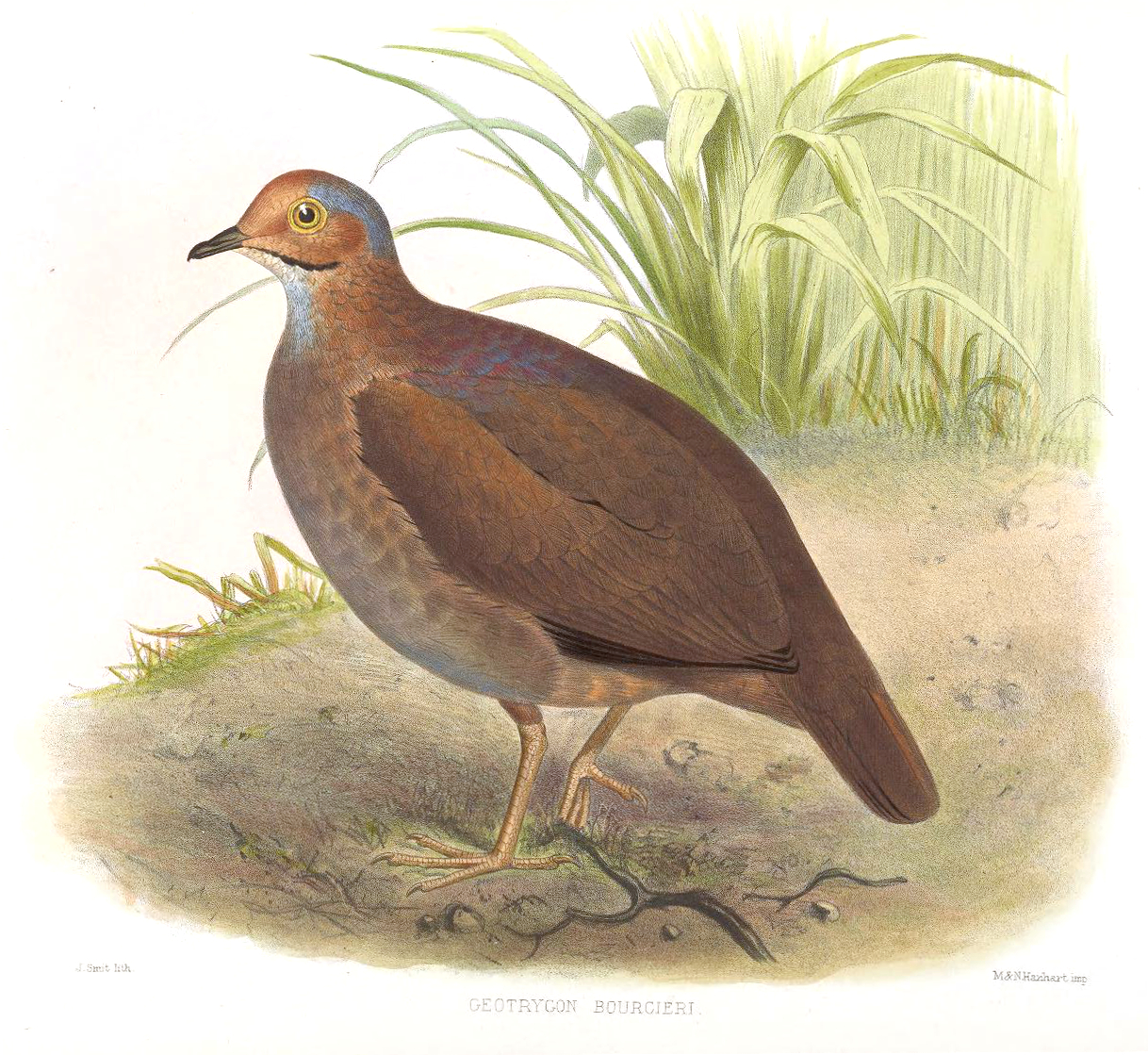
Білогорлий голубок

Довжина птаха становить 30-34 см, вага 311 г. Обличчя і лоб охристі, тім'я сизе. Верхня частина спини темно-фіолетова, решта верхньої частини тіла рудувато-коричнева. Горло біле, груди сірі, живіт і боки темно-охристі. На щоках чорні смуги, від дзьоба до очей ідуть чорні смуги. Самиці мають більш коричневе забарвлення, у молодих птахів верхня і нижня частині тіла поцятковані темними смугами. 

## Підвиди
Виділяють чотири підвиди:
- Z. f. bourcieri (Bonaparte, 1855) — Колумбійські і Еквадорські Анди;
- Z. f. subgrisea (Chapman, 1922) — Анди на південному заході Еквадорі і на північному заході Перу;
- Z. f. frenata (Tschudi, 1843) — Анди в Перу і Болівії;
- Z. f. margaritae (Blake, Hoy, G & Contino, 1961) — Анди на півдні Болівії і на північному заході Аргентини.

## Поширення і екологія
Білогорлі голубки мешкають в Колумбії, Еквадорі, Перу, Болівії і Аргентині. Вони живуть у вологих гірських і рівнинних тропічних лісах та у високогірних чагарникових заростях. Зустрічаються поодинці або парами, переважно на висоті від 900 до 3000 м над рівнем моря. Живляться насінням, плодами, комахами та їх личинками. В кладці 2 яйця, інкубаційний період триває 14 днів, пташенята покидають гніздо через 19-20 днів після вилуплення.